# Andrea Grendene
Andrea Grendene (Thiene, 4 juli 1986) is een Italiaans wielrenner. Hij was als beroepsrenner actief tussen 2009 en 2011.

## Overwinningen
2006
2e etappe Giro delle Valli Cuneesi nelle Alpi del Mare
2008
GP Liberazione, Beloften